# Batalla de Pasca
La batalla de Pasca fue uno de los combates bélicos entre indígenas americanos que tuvo lugar en territorio de la actual Colombia antes de la conquista española. La batalla tuvo lugar hacia el año 1470 en los campos del actual municipio de Pasca (Cundinamarca). Los bandos contrincantes fueron el ejército de Saguamanchica, zipa de Bacatá, contra el del cacique de Fusagasugá. El motivo de la batalla fue el deseo del Zipa de aumentar el dominio territorial del zipazgo.
Hacia el año 1470, poco después de ascender al trono, Saguamanchica emprendió un ataque contra los sutagaos (llamados también fusagausgaes),  liderados por el cacique de Fusagasugá. Los sutagaos, asentados en la frontera sur de la confederación muisca, pertenecían a la familia de los pueblos chibchas, pero vivían de manera independiente, por fuera de la Confederación. Saguamanchica, con la idea de someterlos a su dominio, partió al mando de 30 000 güechas (guerreros muiscas) hacia el páramo de Fusungha (o Fusungá), y al cabo de pocos días llegó al territorio de Pasca, donde halló tan poca resistencia que en menos de doce horas pudo someter a sus habitantes. Una vez superado este obstáculo, el ejército del Zipa se encontró con las tropas del cacique de Fusagasugá, que ocupaba una colina rasa, donde se estaba preparando para la batalla.
El sitio de la colina era angosto, y estaba ceñido, por una parte, por un monte escarpado, y por la otra, por un profundo abismo que descendía hasta un riachuelo. Desde allí se extendían las planicies de Fusagasugá hasta el río Subía. Saguamanchica decidió entonces acampar, y enviar, durante la noche, a 12 000 güechas al mando de un psihipqua (príncipe de sangre), para que, con absoluto sigilo, subiesen por la cumbre escarpada y ocupasen la retaguardia de los sutagaos. De este modo, en la madrugada del siguiente día, y luego de una señal convenida, inició el ataque contra el ejército de Fusagasugá, tanto de frente como por la retaguardia. Al verse rodeados, los hombres de Fusagasugá emprendieron la huida, pero el ejército del Zipa los persiguió, dando muerte a la mayor parte de ellos, hasta que llegaron a las puertas del poblado de Fusagasugá. Al salir el sol, el ejército del Zipa obtuvo la victoria. Fue capturado Uzatama, general del ejército de Fusagasugá. El cacique de Tibacuy, aliado de Fusagasugá, y que había salido malherido, aconsejó al cacique de Fusagasugá para que se rindiera, como en efecto lo hizo. El cacique tuvo que arrodillarse ante Saguamanchica, reconocerlo como supremo señor y pedirle perdón. El Zipa concedió el perdón y restituyó en su cargo al cacique de Fusagasugá, con la condición de que ese territorio quedaría a partir de entonces sujeto bajo el dominio del Zipazgo de Bacatá. El juramento fue hecho ante el dios Sua (el sol).